# Кишмиш молдовски
„Кишмиш молдовски“ е червен безсеменен десертен сорт грозде с произход от Молдова.
Сортът е получен от М. Журавел, И. Гавраилов и Г. Борзиков в Научноизследователския институт по лозарство и винарство в Кишинев, чрез кръстосване на сортовете „Победа“ и „Кишмиш розов“. Най-много е разпространен в Молдова, Украйна, Гърция, Армения и България. В България е засаден на малки площи в почти всички лозарски райони.
Средно зреещ, силнорастящ сорт. Летораслите му узряват добре. Отличава се с добра родовитост. Устойчив е на сиво гниене. Проявява средна студоустойчивост до 20 °C.
Гроздът е голям, крилат или разклонен, полусбит до рехав, със средна плътност. Зърната са едри, полукръгли или овални. Кожицата е средно дебела, крехка, тъмновиолетова до тъмносиня с обилен восъчен налеп. Консистенцията е плътна, с хармоничен неутрален вкус. В зърната се намират недоразвити участъци на семена, които не се усещат при ядене.
Кишмиш молдовски е ценен, безсеменен десертен сорт. Гроздето му натрупва достатъчно захари (19-21 %) при 7-9 g/dm3 винена киселина. Отличава се с добра транспортабилност и устойчивост на продължително съхранение.